# Acrochalix
Acrochalix is een geslacht van weekdieren uit de klasse van de Gastropoda (slakken).

## Soort
- Acrochalix callosa Bouchet & Warén, 1986